# チャールズ・サマセット (第4代ボーフォート公爵)
第4代ボーフォート公爵チャールズ・ノエル・サマセット（英語: Charles Noel Somerset, 4th Duke of Beaufort、1709年9月12日 - 1756年10月28日）は、グレートブリテン王国の貴族、政治家。トーリー党に所属し、1731年から1745年まで庶民院議員を務めた後、ボーフォート公爵を継承した。

## 生涯
第2代ボーフォート公爵ヘンリー・サマセットと2人目の妻レイチェル（Rachel、旧姓ノエル（Noel）、1709年9月13日没、第2代ゲインズバラ伯爵リズリー・ノエルの娘）の次男として、1709年9月12日に生まれた。ウェストミンスター・スクールで教育を受けた後、1725年6月19日にオックスフォード大学ユニヴァーシティ・カレッジに入学、1727年10月16日にM.A.の学位を取得、1736年7月12日にはD.C.L.の学位を得た。
サマセットはトーリー党員でジャコバイトであり、1731年5月17日の補欠選挙でモンマスシャー選挙区で当選して庶民院議員になった。1734年イギリス総選挙でモンマス選挙区に転じた。サマセットはトーリー党が一貫して主張したように、1736年の審査法廃止法案に反対票を投じた。このことは反カトリックでありながらカトリック国王を支持するという、イングランドにおけるジャコバイト運動の複雑さを示した。
1741年イギリス総選挙ではモンマス選挙区で再選された。この時期はロバート・ウォルポールの首相期であり、ホイッグ党が政治を主導したが、ウォルポールは1742年2月にトーリー党、ウォルポールの外交政策に反対した愛国ホイッグ党、そして王太子フレデリック・ルイスを支持する青年政治家（大ピットなど）が連合したことで失脚した。しかし、愛国ホイッグ党はウォルポールの与党と和解して入閣し、トーリー党を政権から締め出した。1744年に成立したブロード・ボトム内閣ではトーリー党の指導者ゴア男爵が入閣を果たし、サマセットが代わってトーリー党の指導者になったものの、政府は官僚任命について交渉するとき、サマセットを無視してゴア男爵をトーリー党首として扱った。
1745年2月、兄ヘンリーが死去したことでボーフォート公爵の爵位を継承、貴族院に移籍した。ヘンリーは1742年末にフランス政府と連絡を取り、ステュアート家復位を支持するために侵攻を計画するよう求めた。第4代ボーフォート公爵となったチャールズ・サマセットも計画に加担、1745年8月に支持の確約をフランスに送り、その1か月後には「ロンドンに上陸する軍勢」を求めた。1745年ジャコバイト蜂起に加担した廉で後に処刑された第11代ラヴァト卿サイモン・フレイザーは「ボーフォート公爵が12,000ポンドを調達すると言わなかったら、参加しなかった」と供述しているが、ジャコバイトに同情的だった多くの貴族と同じく、ボーフォート公爵は政府から追訴されなかった。
18世紀のイギリスでは国王と継承者の間の不和が多く、ジョージ2世とフレデリック・ルイスもそうであった。ジョージ2世がホイッグ党を支持したため、フレデリック・ルイスは（ジャコバイトが多かったにもかかわらず）トーリー党を支持した。フレデリック・ルイスの「計画」は実質的には現職を失脚させる結果となるため、ボーフォート公爵はフレデリック・ルイスを支持、1749年5月には「王太子派とジャコバイトの会合」に参加した（ホレス・ウォルポールの証言）という。1750年9月にチャールズ・エドワード・ステュアートが秘密裏にロンドンを訪れたとき、イングランドのジャコバイトとの会合でボーフォート公爵と会っている。
ボーフォート公爵は1756年10月28日に死去、グロスタシャーのバドミントンにある家族墓地で埋葬された。「精力的に活動し、道徳では非の打ち所がないものの、政治力には疑問が残る」と評価されている。息子ヘンリーが爵位を継承した。

## 家族
1740年5月1日、エリザベス・バークリー（1799年4月8日没、ジョン・シムズ・バークリーの娘）と結婚、1男5女をもうけた。
- アン（1741年3月11日 – 1763年5月18日） - 1759年9月13日、第7代ノーサンプトン伯爵チャールズ・コンプトンと結婚。子供あり
- エリザベス（1742年3月12日 – 1760年5月7日）
- ヘンリー（1744年10月16日 – 1803年10月11日） - 第5代ボーフォート公爵[1]
- レイチェル（1746年8月 – 1747年5月）
- ヘンリエッタ（1748年4月26日 – 1770年7月24日） - 1769年4月6日、第4代準男爵サー・ワトキン・ウィリアムズ＝ウィン（英語版）と結婚。子供あり
- メアリー・イサベラ（1756年8月1日 – 1831年9月2日） - 1775年12月26日、第4代ラトランド公爵チャールズ・マナーズと結婚。子供あり